# Orde van de Halve Maan (Napels)

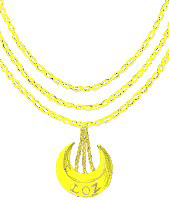

De Orde van de Halve Maan (Frans: "Ordre du Croissant", Italiaans: "Ordine della Luna Crescente") werd in 1268 door Karel I van Napels gesticht als een ridderlijke orde. In 1448 of 1464 heeft René van Anjou, de koning van Jeruzalem, Sicilië en Napels de orde nieuw leven ingeblazen. René was een van de kampioenen van de middeleeuwse idealen van ridderlijkheid en regeerde, na al zijn andere gebieden verloren te hebben, in Tarascon over een deel van de Provence.
De ridderorde, wanneer de ridders een werkelijke gemeenschap vormen spreekt men wel van een "ridderlijke orde", was bedoeld als een evenknie van de Orde van de Kousenband. Het versiersel was een gouden wassende maan met een grijze inscriptie. De letters "LOZ" staan voor een onbekend motto. Boven de wassenaar zijn drie gouden cirkelvormige kettingen aangebracht.
In de 20e eeuw werd de orde in verband gebracht met de Graal, Koning Arthur en de eveneens verzonnen Priorij van Sion.
De beroemde Amerikaanse studentenvereniging Lambda Chi Alpha, opgericht in 1912, baseert zich
op de traditie van ridderlijkheid en christelijke naastenliefde waarvan de Orde van de Halve Maan een kampioen zou zijn geweest. In de ceremonies van het gezelschap wordt de Orde van de Halve Maan vaak genoemd.

## Voetnoten
1. ↑  Tekst op: